# Освобождение Болгарии

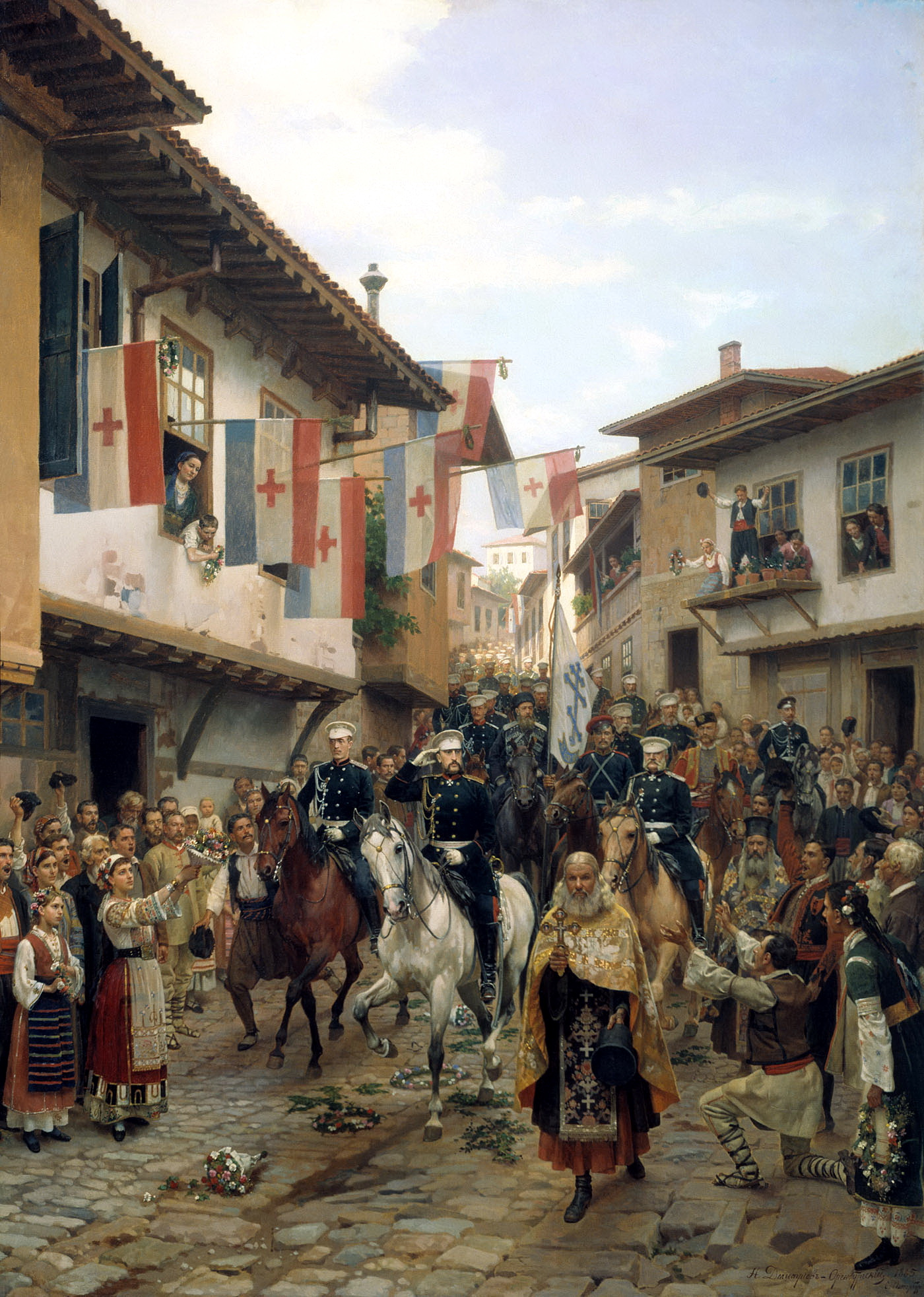
Въезд Великого Князя Николая Николаевича Старшего в Тырново 30 июня 1877 г.

Освобождение Болгарии (болг. Освобождение на България) — это восстановление независимости Болгарии в результате русско-турецкой войны (1877—1878), которая была вызвана кровавым подавлением апрельского восстания (1876).
Болгарское национальное возрождение началось как культурный процесс с конца эпохи Кёпрюлю и в течение так называемой эпохи тюльпанов. Культурный процесс в середине восемнадцатого века в результате Просвещения, написания «Славяно-болгарской истории» (1762) и неканонического закрытия Печского патриархата (1766) и Охридской архиепископии (1767) стал трансформироваться в политический. В результате Кючук-Кайнарджийского мира (1774) и разработки греческого проекта культурный проект переходит в политический. Появилось курджалийство.
После заключения Адрианопольского мирного договора (1829), закрепившего независимость Греции и Сербии, политика Российской империи в отношении Османской империи изменилась, что также повлияло на движение за независимость Болгарии. 11 мая 1851 года день Кирилла и Мефодия был официально отмечен в Пловдиве.
Крымская война, наконец, превратила российскую политику в отношении болгар в благожелательную, несмотря на стремления таких политиков, как граф Николай Игнатьев, к греко-болгарскому примирению после создания независимой болгарской экзархии.
День подписания Сан-Стефанского мирного договора — национальный праздник Болгарии, на котором отмечается день освобождения и восстановления болгарского государства.